# جان كريستوف بوفيت
جان كريستوف بوفيت (بالفرنسية: Jean-Christophe Bouvet)‏
```
(و. 
1947
 – 
م
)
[
1
]
 هو 
ممثل
، 
ومخرج سينمائي
، 
وكاتب سيناريو
 من 
فرنسا
 . ولد في 
باريس
 .
[
2
]
```

## روابط خارجية
- جان كريستوف بوفيت على موقع IMDb (الإنجليزية)
- جان كريستوف بوفيت على موقع ألو سيني (الفرنسية)
- جان كريستوف بوفيت على موقع أول موفي (الإنجليزية)
- جان كريستوف بوفيت على موقع قاعدة بيانات الأفلام السويدية (السويدية)
- جان كريستوف بوفيت على موقع قاعدة بيانات الفيلم (الإنجليزية)
- جان كريستوف بوفيت على موقع كينوبويسك (الروسية)